# Бель-Иль-ан-Тер (кантон)
Бель-Иль-ан-Тер (фр. Belle-Isle-en-Terre) — упраздненный кантон во Франции, находился в регионе Бретань, департамент Кот-д’Армор. Входил в состав округа Генган.
Код INSEE кантона — 2202. Всего в кантон Бель-Иль-ан-Тер входило 7 коммун, из них главной коммуной являлась Бель-Иль-ан-Тер.

## Коммуны кантона
| Коммуна         | Население, чел. (1999) | Почтовый индекс | Код INSEE |
| --------------- | ---------------------- | --------------- | --------- |
| Бель-Иль-ан-Тер | 1 099                  | 22810           | 22005     |
| Гюрюнюэль       | 383                    | 22390           | 22072     |
| Ла-Шапель-Нёв   | 400                    | 22160           | 22037     |
| Лок-Анвель      | 73                     | 22810           | 22129     |
| Луарга          | 2 126                  | 22540           | 22135     |
| Плугонве        | 768                    | 22810           | 22216     |
| Трегламю        | 836                    | 22540           | 22354     |

## Население
Население кантона на 2006 год составляло 5 806 человек.
| 1962 | 1968 | 1975 | 1982 | 1990 | 1999  | 2006  | 2007 |
| ---- | ---- | ---- | ---- | ---- | ----- | ----- | ---- |
| -    | -    | -    | -    | -    | 5 685 | 5 806 | -    |